# Governador-geral
Governador-geral é o funcionário administrativo supremo de uma grande área. O cargo foi utilizado primeiramente no contexto do colonialismo, quando o governador-geral era o representante máximo da autoridade administrativa da potência colonial, às vezes com competências de um vice-rei.
Modernamente, o título é mais conhecido no contexto da Monarquia na Comunidade das Nações.

## Comunidade das Nações
No contexto da Monarquia na Comunidade das Nações (Comunidade das Nações: em inglês: Commonwealth of Nations) alguns países da Commonwealth, chamados Reinos da Commonwealth (Commonwealth realms, em inglês), são monarquias constitucionais com o monarca do Reino Unido como seu próprio Chefe de Estado simbólico. Mas isso não significa que os governos destas nações estão unidos. Mesmo com o chefe de Estado compartilhado, os países e seus governos são totalmente separados e independentes. Em cada nação (à exceção do Reino Unido), o monarca é representado por um Governador-geral que geralmente é um cidadão possuidor de um histórico distinto de serviço público à nação e de reconhecimento público.  É indicado ao posto pelo Primeiro-ministro do país, sendo a nomeação formal efetuada pelo monarca britânico.
Notar também que na língua inglesa, o título é sempre soletrado com um hífen na Austrália e na Nova Zelândia, e sempre soletrado com duas palavras separadas (sem um hífen) em Canadá.